# Jacek Kabaciński
Jacek Kabaciński (ur. 25 października 1995) – polski lekkoatleta specjalizujący się w biegach sprinterskich. 
W 2013 wszedł w skład polskiej sztafety 4 × 100 metrów, która sięgnęła po złoto mistrzostw Europy juniorów w Rieti.
Złoty medalista halowych mistrzostw Polski juniorów i ogólnopolskiej olimpiady młodzieży.

## Osiągnięcia
| Rok  | Impreza                     | Miejsce | Konkurencja             | Pozycja    | Wynik |
| ---- | --------------------------- | ------- | ----------------------- | ---------- | ----- |
| 2013 | Mistrzostwa Europy juniorów | Rieti   | bieg na 100 metrów      | eliminacje | 10,76 |
| 2013 | Mistrzostwa Europy juniorów | Rieti   | sztafeta 4 × 100 metrów | 1. miejsce | 39,80 |
| 2014 | Mistrzostwa świata juniorów | Eugene  | sztafeta 4 × 100 metrów | eliminacje | 40,68 |

## Rekordy życiowe
- bieg na 100 metrów – 10,63 (24 maja 2014, Sosnowiec)
- bieg na 200 metrów – 21,66 (24 maja 2014, Sosnowiec)